# Icefall Nunatak (Süden)
Der Icefall Nunatak (englisch für Eisfallnunatak) ist ein 1760 m hoher Nunatak im Süden des ostantarktischen Viktorialands. Er ragt unmittelbar südlich des Hauptstroms der Skelton-Eisfälle auf.
Das Advisory Committee on Antarctic Names benannte ihn 1964 nach seiner geographischen Lage in der Nähe der Skelton-Eisfälle.